# Entephria albobrunnea
Entephria albobrunnea là một loài bướm đêm trong họ Geometridae.